# 宋希璟
宋希璟（：／；1376年—1446年），字正夫、號老松堂，本貫新平宋氏，是朝鮮王朝官僚，世宗2年己亥東征後朝鮮向日本室町幕府派遣的回禮使，曾著有《老松堂日本行錄》。

## 生平
高麗禑王2年（1376年），生於忠清南道論山市連山面，朝鮮太宗2年（1402年）春科舉別科第三名合格、太宗4年（1404年）入翰林院、太宗7年（1407年）任司諌院正言，管理聽曉楼報漏閣，因違反命令被罷官歸鄉，太宗9年以司諌院獻納復出，並任藝文館修撰。太宗11年（1411年）任出使明朝的聖節使書狀官，後就任知錦山郡事。
世宗元年（1419年）、朝鮮為討伐倭寇出兵對馬。室町幕府為探測意圖足利義持派無涯亮倪為使者，朝鮮後派遣希璟為回禮使，世宗2年（1420年）年閏1月15日從漢城出發，過釜山、經對馬、壹岐、博多，4月21日到京都，6月26日謁見足利義持，10月25日回京，當時身分是奉正大夫、僉知承文院事、直集賢殿，歸國後任繕工監正。
後任知天嶺郡事，世宗4年（1422年）1月10日、司憲執義朴安臣等以其過去罪状上奏，非難其不適任守令。世宗4年（1422年）太宗上王死去，出任太宗實錄編修，晩年從判司宰退隠到全羅南道潭陽郡，世宗28年（1446年）在錡谷郷莊錡谷里病卒。

## 親族
礪山宋氏是新平宋氏分支，世代安葬在雞龍山。
- 祖父：宋謙 - 正順大夫、判典客寺事、兼春秋館編修官事
- 父：宋玄徳 - 通訓大夫、兼春秋館記注官
- 弟：宋公龜 - 參判。
- 妻：東萊鄭氏判書鄭允厚女
- 子：宋壽之-右軍司勇、贈通政大夫、兵曹参議
- 孫：宋福川 - 奮順副尉、贈嘉善大夫、兵曹参判、兼同知義禁府事